# 柏餅

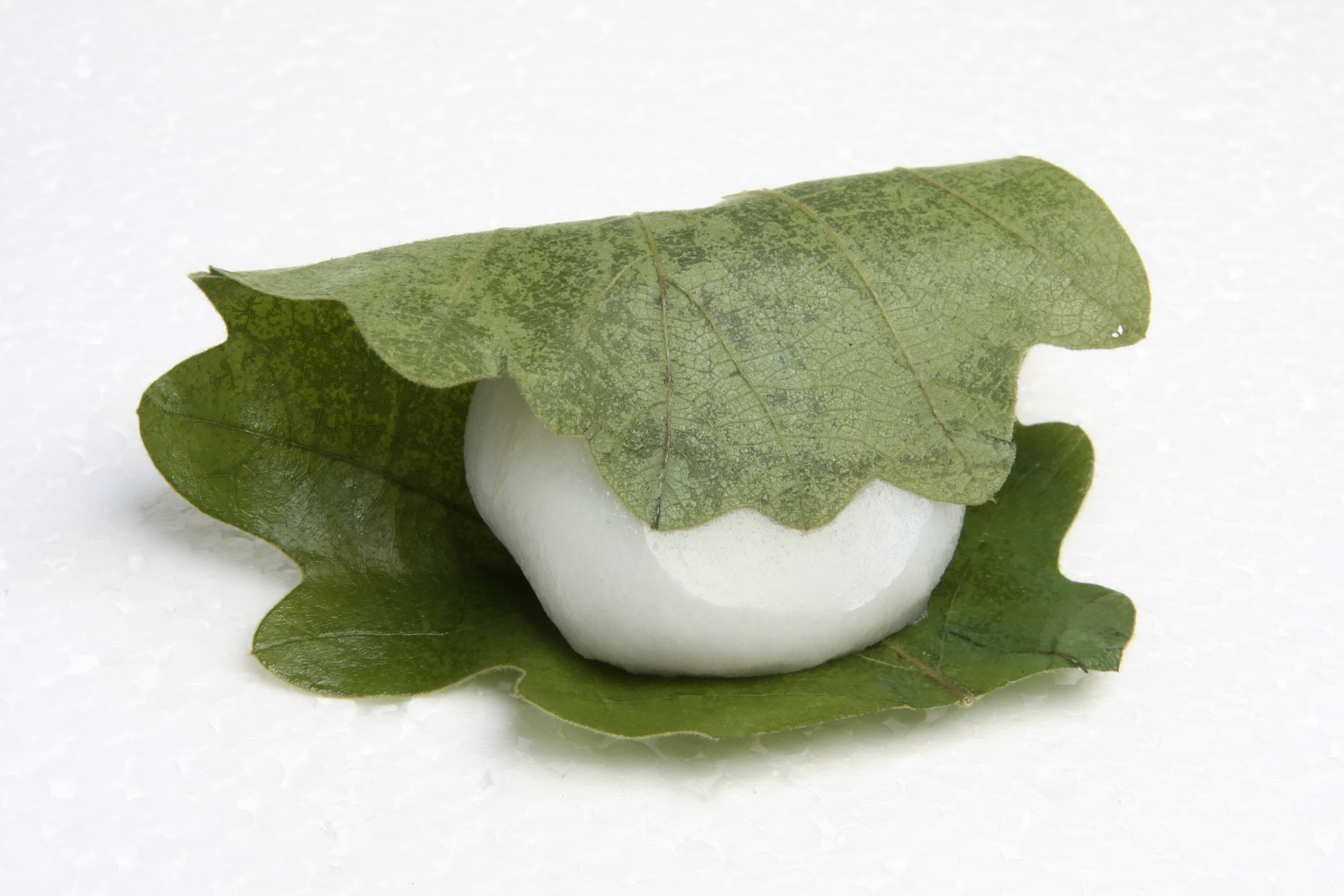
柏餅

柏餅（日语：／ Kashiwa-mochi */?）是和菓子的一種，流行於日本關東地區，外型像中國的茶果，呈圓形或半圓形，以洗淨的粳米（蓬萊米）乾燥後磨成的上新粉（中間粗度的粉）製成，包入甜餡料，做好後加上日語稱為「柏」的槲櫟（學名：Quercus dentata）葉或菝葜葉對摺包在外面即成。餡的種類有紅豆粒餡、豆沙、味噌餡等。
柏餅是日本端午節的食品。據說是德川幕府九代將軍德川家重時開始出現，自江戶時代流傳至今。
由於槲櫟葉在新芽生出前，老葉不會掉落，有「子孫繁榮」的象徵。在近畿地方圈（關西）以南的四国地方，因為少有槲櫟生長，就改用菝葜葉代替槲櫟葉。

## 來源
- 野上優佳子. All About 編集部 , 编.  . 株式会社オールアバウト. 2013年7月1日.
- 木村宗慎.  . 新潮社. 2014年: 429頁. ISBN 978-410-336-351-4.